# Styringomyia reducta
Styringomyia reducta är en tvåvingeart som beskrevs av Alexander 1938. Styringomyia reducta ingår i släktet Styringomyia och familjen småharkrankar. Inga underarter finns listade i Catalogue of Life.